# Konstandinos Karamanlis
Konstandinos Karamanlis (gr. Κωνσταντίνος Καραμανλής; ur. 8 marca 1907 w Proti, zm. 23 kwietnia 1998 w Atenach) – grecki polityk i prawnik, wieloletni parlamentarzysta i minister, lider Narodowej Unii Radykalnej oraz Nowej Demokracji, premier w latach 1955–1958, 1958–1961, 1961–1963 oraz 1974–1980. W latach 1980–1985 i 1990–1995 prezydent Grecji. Główna postać procesu demokratyzacji w okresie powojennym.

## Życiorys
Urodził się w wielodzietnej rodzinie nauczyciela na terenie Macedonii w ówczesnym Imperium Osmańskim. W latach 1925–1929 studiował prawo na Uniwersytecie Narodowym im. Kapodistriasa w Atenach. Po odbyciu służby wojskowej praktykował jako prawnik w Seres. W 1935 i 1936 był wybierany do parlamentu z ramienia Partii Ludowej, wycofał się z działalności politycznej po wprowadzeniu dyktatury Joanisa Metaksasa. Powrócił do praktyki prawniczej, od 1941 mieszkał w Atenach. W 1944 opuścił Grecję z obawy przed aresztowaniem.
Od 1946 ponownie uzyskiwał mandat deputowanego. Pełnił funkcję ministra pracy (1946–1947), ministra transportu (1948), ministra zabezpieczenia społecznego (1948–1950) i ministra obrony (1950). W 1951 dołączył do nowo utworzonej przez Aleksandrosa Papagosa partii. Od 1952 do 1955 w jego gabinecie sprawował urząd ministra robót publicznych, od 1954 kierował również resortem komunikacji.
W październiku 1955, po śmierci Aleksandrosa Papagosa, król Paweł I powierzył mu misję utworzenia nowego rządu. Stanowisko premiera Konstandinos Karamanlis zajmował do czerwca 1963 z dwoma kilkumiesięcznymi przerwami (od marca do maja 1958 i od września do listopada 1961). Jeszcze w 1955 na bazie poprzedniego ugrupowania powołał i stanął na czele Narodowej Unii Radykalnej, którą kierował do 1963. W okresie rządów inicjował reformy mające odbudować grecką gospodarkę zniszczoną w wyniku II wojny światowej i wojny domowej. W polityce zagranicznej opowiadał się za niepodległością Cypru (zaakceptowaną w 1960) i akcesją Grecji do Europejskiej Wspólnoty Gospodarczej (w 1961 podpisano układ stowarzyszeniowy). W czerwcu 1963 po konflikcie z królem ustąpił z funkcji premiera i na kilka miesięcy wyjechał z kraju. Jego ugrupowanie przegrało w tym samym roku wybory parlamentarne z centrystami Jeorjosa Papandreu. Były premier zdecydował się wówczas wyemigrować do Paryża. Pozostał tam również w okresie junty czarnych pułkowników, co pewien czas publikując apele wzywające dyktaturę wojskową do rezygnacji.
Po upadku reżimu powrócił do Grecji. W lipcu 1974 stanął na czele greckiego rządu, którym kierował do maja 1980. Założył i również do 1980 przewodniczył centroprawicowej Nowej Demokracji. W 1974 i 1977 był w międzyczasie wybierany do Parlamentu Grecji. Po objęciu urzędu premiera doprowadził do podporządkowania się wojskowych władzy cywilnej, przywrócił funkcjonowanie ustroju konstytucyjnego i nie dopuścił do militarnego udziału Grecji w konflikcie cypryjskim. W grudniu 1974 z jego inicjatywy odbyło się referendum, w którym Grecy przegłosowali zniesienie monarchii. W tym samym miesiącu przez kilka dni formalnie wykonywał obowiązki głowy państwa do czasu powołania tymczasowego prezydenta Michaila Stasinopulosa. Ponownie działał na rzecz przystąpienia państwa do EWG, do czego ostatecznie doszło w 1981 już w okresie jego prezydentury. W 1978 został wyróżniony Nagrodą Karola Wielkiego.
W maju 1980 na stanowisku premiera zastąpił go Jeorjos Ralis. W tym samym miesiącu został wybrany na prezydenta Grecji. Złożył urząd przed końcem kadencji, gdy w marcu 1985 rządzący socjalistyczny PASOK wycofał swoje deklarowane wcześniej poparcie dla jego reelekcji. Na urząd prezydenta powrócił w maju 1990 po ponownym zwycięstwie Nowej Demokracji. Drugą kadencję prezydencką zakończył w marcu 1995.

## Życie prywatne
W 1952 został mężem Amalii. Para nie miała dzieci, w latach 70. małżonkowie rozwiedli się. W działalność polityczną zaangażowali się jego krewni, w tym bratanek Kostas Karamanlis, który również sprawował urząd premiera.